# Neptun (Schiff, 1908)
Die Neptun ist ein Fahrgastschiff in Berlin.

## Geschichte
Das Schiff wurde 1908 für die Reederei Lahe gebaut und trug zunächst den Namen Saatwinkel. Nachdem es in den Besitz der Reederei Frost übergegangen war, erhielt es den Namen Tourist. Während der Berlin-Blockade war die Tourist ab dem 26. Januar 1949 im Linienverkehr der BVG zwischen Badewiese und Stößensee im Einsatz. Als Tourist war das Schiff im Jahr 1953 für die Beförderung von 96 Personen zugelassen.
Nach einem Umbau, bei dem auch eine Verlängerung des Schiffes vorgenommen worden war, wurde die Tourist im Jahr 1955 in Berolina umbenannt. Die Berolina war laut Kurt Groggert vor der Verlängerung 21,71 Meter und danach 27,68 Meter lang.
1969 übernahm die Stern und Kreisschiffahrt das Schiff, das sie 1971 erneut umbauen und verlängern ließ. Dieser Umbau wurde bei Büsching & Rosemeyer in Minden vorgenommen und das Schiff wurde dabei laut Dieter Schubert um vier Meter verlängert.
Ab der Umgestaltung von 1971 trug das Schiff den Namen Neptun. Laut Dieter Schubert war die Neptun um das Jahr 2000 noch für 260 Personen zugelassen; in dem Buch Fahrgastschifffahrt in Berlin von 2007 nennt das Ehepaar Schubert aber nur noch eine Maximalkapazität von 250 Personen. 2011/12 wurde das Schiff ein weiteres Mal umgebaut; seine Formschönheit soll darunter gelitten haben.